# روبين ماركوس
روبين ماركوس (بالإسبانية: Rubén Marcos)‏ (2 ديسمبر 1942 في تشيلي - 14 أغسطس 2006 في تشيلي) هو مدرب كرة قدم ولاعب كرة قدم تشيلي في مركز الوسط، شارك في كأس العالم 1966. وشارك مع منتخب تشيلي لكرة القدم. أما مع النوادي، فقد لعب مع نادي أونيفرسيداد دي تشيلي ونادي إيميلك ونادي بالستينو.

## وصلات خارجية
- روبين ماركوس على موقع الاتحاد الدولي (مؤرشف)  (الإنجليزية)
- روبين ماركوس على موقع قاعدة بيانات كرة القدم.إي يو (الإنجليزية)
- روبين ماركوس على موقع ناشيونال فوتبول تيمز (الإنجليزية)
- روبين ماركوس على موقع عالم كرة القدم.نت (الإنجليزية)